# Hàn Hổ
Hàn Hổ (chữ Hán: 韓虎, tại vị: ? – 425 TCN), tức Hàn Khang tử (韓康子), tên thật là Cơ Hổ (姬虎), là vị tông chủ thứ 10 của họ Hàn giữ chức quan khanh nước Tấn và một trong những người đặt nền móng cho sự hình thành nước Hàn - một chư hầu thời Chiến Quốc trong lịch sử Trung Quốc.

## Thân thế
Hàn Hổ là con của Hàn Trang tử, vị tông chủ thứ 9 của họ Hàn ở nước Tấn rồi đến Khang tử. Sử ký không nêu rõ năm mất của cha ông và thời điểm ông lên nắm quyền. Khi Hàn Hổ lên nắm quyền, nước Tấn còn lại 4 họ nắm chức khanh là Trí, Hàn, Triệu, Ngụy chia nhau nắm giữ quyền lực, vua Tấn chỉ còn hư vị.

## Mở rộng thế lực, cùng diệt Trí Bá
Hàn Hổ cùng Trí Bá Tuân Dao và 2 họ Triệu, Ngụy tự ý lấy đất cũ của họ Phạm và họ Trung Hàng (các thế lực mới bị tiêu diệt ở nước Tấn) chia nhau làm ấp phong, không cần lệnh của Tấn Xuất công. Đất đai thuộc quyền Tấn Xuất công cai quản không bằng bốn nhà, vì vậy vua Tấn bất bình, sai sứ đi liên lạc với các nước Tề và Lỗ cầu viện để tấn công 4 họ đại phu lộng quyền. Năm 458 TCN, bốn họ cùng nhau khởi binh chống lại Tấn Xuất công. Tấn Xuất công không chống nổi, phải bỏ chạy sang nước Tề.
Trí Bá Tuân Dao lập Tấn Ai công lên ngôi. Trí Bá là khanh sĩ có quyền lực lớn nhất nước Tấn. Sau khi đuổi vua Tấn, Trí Bá lại đòi 3 họ Hàn, Triệu, Ngụy cắt đất. Hàn Hổ và Ngụy Câu sợ thế lực Trí Bá, phải cắt đất để lấy lòng Trí Bá. Riêng Triệu Vô Tuất không chịu cắt đất. Năm 455 TCN, Trí Bá bèn huy động quân Hàn, Ngụy cùng đánh họ Triệu. Triệu Vô Tuất bèn bỏ chạy đến thành Tấn Dương cố thủ.
Ba họ Trí, Hàn, Ngụy vây Tấn Dương hơn 1 năm chưa hạ được. Tuân Dao dẫn nước sông Phần rót vào thành. Trong thành rất nguy cấp, Vô Tuất bèn cử Trương Mạnh Đàm nhân ban đêm bí mật trèo ra ngoài thành, đến trại Hàn Hổ và Ngụy Câu phân tích lợi hại, thuyết phục hai họ phản Trí Bá để tránh bị diệt trong tương lai. Hàn Hổ và Ngụy Câu vốn phải cắt đất cho Tuân Dao đã bất bình, nhân đó bèn đồng tình phản lại họ Trí.
Năm 454 TCN, ba họ Triệu, Hàn, Ngụy hợp binh đánh úp Tuân Dao, đánh bại quân họ Trí, giết chết Tuân Dao. Ba họ cùng nhau chia đất của họ Trí và nắm quyền nước Tấn. Vua Tấn càng suy yếu, không còn quyền hành gì.
Năm 425 TCN, Hàn Hổ mất, con là Hàn Khải Chương lên thay, tức là Hàn Vũ tử.